# Slentem
Le slentem est un métallophone indonésien utilisé dans les gamelans javanais.
Il est constitué de lames en bronze accordées sur une octave. Il y a 6 lames pour jouer sur la gamme pentatonique des gamelans (slendro) et 7 lames pour jouer sur la gamme heptatonique des gamelans (pelog).
Les lames sont suspendues par des cordons de cuir au dessus de résonateurs individuels en bambou. L'ensemble est soutenu par un cadre en bois.
Les lames sont percutées par une mailloche (tabuh) à manche court. La tête de la mailloche est un disque en bois bordé de tissu ou de caoutchouc. L'autre main est utilisée pour amortir les notes.
Cet instrument est similaire au gender, au saron et au gangsa.